# 特攻大戦線
『特攻大戦線』（とっこうだいせんせん、原題：伊: Corbari）は、1970年制作の映画。ジュリアーノ・ジェンマ主演。
第二次世界大戦中に、イタリアでレジスタンス運動を繰り広げた実在の人物シルビオ・コルバリの生涯を映画化している。

## キャスト
| 役名         | 俳優                       | 日本語吹替 | 日本語吹替   |
| 役名         | 俳優                       | TBS版      | フジテレビ版 |
| ------------ | -------------------------- | ---------- | ------------ |
| コルバリ     | ジュリアーノ・ジェンマ     | 坂口芳貞   | 野沢那智     |
| イネス       | ティナ・オーモン           | 神保共子   | 来路史圃     |
| ウリアーノフ | フランク・ヴォルフ         | 金内喜久夫 | 森川公也     |
| カサデイ     | アントニオ・ピオヴァネッリ | 川辺久造   | 木下秀雄     |
| マルティーノ | ヴィットリオ・デューズ     |            |              |
| ナレーション |                            |            | 矢島正明     |

- TBS版：初回放送1974年2月25日『月曜ロードショー』
- フジテレビ版：1977年8月12日『ゴールデン洋画劇場』※DVD収録。